# Rlc
rlc nebo RLC je instrukce procesorů Intel 8080 a Z80.

## Instrukce procesoru Intel 8080
Instrukce RLC je odpovídající instrukci rlca, resp. instrukci rlc a procesoru Z80.

## Instrukce procesoru Z80
|   | ┌ | ─ | ─ | ─ | ─ | ─ | ─ | ─ | ─ | ┐ |
|   | │ | 7 | 6 | 5 | 4 | 3 | 2 | 1 | 0 | │ |
| C | ← | ← | ← | ← | ← | ← | ← | ← |   | ↲ |

Název instrukce je tvořen prvními písmeny významu instrukce Rotate Left Circular. Instrukce provádí přesun (rotaci) bitů ve směru z méně významné pozice na více významnou pozici. Bit z nejvíce významné pozice (7) je přesunut na nejméně významnou pozici (0). Kromě toho je hodnota bitu z nejvíce významné pozice zkopírována i do příznaku přenosu. Instrukce může pracovat jak s registrem, tak s místem v paměti. V instrukční sadě procesoru Intel 8080 existuje stejnojmenná instrukce RLC ale ta je pouze omezenou varianou instrukce rlc procesoru Z80, protože pracuje pouze s akumulátorem. Odpovídá tak instrukci rlc a a svým instrukčním kódem odpovídá instrukci rlca procesoru Z80.

### Rotace hodnoty v registru
| Rotace hodnoty v registru | Rotace hodnoty v registru | Rotace hodnoty v registru | Rotace hodnoty v registru | Rotace hodnoty v registru | Rotace hodnoty v registru | Rotace hodnoty v registru |
| ------------------------- | ------------------------- | ------------------------- | ------------------------- | ------------------------- | ------------------------- | ------------------------- |
| rlc a                     | rlc b                     | rlc c                     | rlc d                     | rlc e                     | rlc h                     | rlc l                     |

Instrukce slouží k rotaci hodnoty registru. Délka instrukce je dva byty, první byte je prefix CB.
| Kód instrukce | Kód instrukce | Kód instrukce | Kód instrukce | Kód instrukce | Kód instrukce | Kód instrukce | Kód instrukce | Kód instrukce |
| ------------- | ------------- | ------------- | ------------- | ------------- | ------------- | ------------- | ------------- | ------------- |
|               | 7             | 6             | 5             | 4             | 3             | 2             | 1             | 0             |
| 1. byte       | 1             | 1             | 0             | 0             | 1             | 0             | 1             | 1             |
| 2. byte       | 0             | 0             | 0             | 0             | 0             | registr       | registr       | registr       |

Obecně je možné tuto instrukci zapsat jako rlc r, kde r je zástupný symbol pro některý z registrů procesoru A, B, C, D, E, H a L. Instrukce ke svému vykonání potřebuje 2 M-cykly a doba jejího vykonání trvá 8 T-cyklů. Registr, se kterým instrukce pracuje, zakódován v nultém až druhém bitu druhého bajtu operačního kódu instrukce. Tato trojice bitů je jednotlivým registrům přiřazena jako:
111 - registr A , 000 - registr B, 001 - registr C, 010 - registr D, 011 - registr E, 100 - registr H, 101 - registr L.
Kombinace bitů označujících registr může nabývat i hodnoty 110, v tomto případě se jedná o instrukci rlc, která ale místo s registrem pracuje s paměťovým místem na adrese HL (viz níže). V instrukční sadě procesoru se nachází instrukce rlca, která provádí stejnou akci jako instrukce rlc a, ale je vykonána rychleji.

### Rotace hodnoty v paměti
| Rotace hodnoty v paměti | Rotace hodnoty v paměti | Rotace hodnoty v paměti |
| ----------------------- | ----------------------- | ----------------------- |
| rlc (hl)                | rlc (ix±N)              | (iy±N)                  |

Instrukce slouží k rotaci hodnoty v paměťovém místě. Adresa v paměti, jejíž obsah je rotován, může být určena buď hodnotou registru HL nebo hodnotou indexového registru IX nebo registru IY a offsetem.
| Kód instrukce při adresování registrem HL | Kód instrukce při adresování registrem HL | Kód instrukce při adresování registrem HL | Kód instrukce při adresování registrem HL | Kód instrukce při adresování registrem HL | Kód instrukce při adresování registrem HL | Kód instrukce při adresování registrem HL | Kód instrukce při adresování registrem HL | Kód instrukce při adresování registrem HL |
| ----------------------------------------- | ----------------------------------------- | ----------------------------------------- | ----------------------------------------- | ----------------------------------------- | ----------------------------------------- | ----------------------------------------- | ----------------------------------------- | ----------------------------------------- |
|                                           | 7                                         | 6                                         | 5                                         | 4                                         | 3                                         | 2                                         | 1                                         | 0                                         |
| 1. byte                                   | 1                                         | 1                                         | 0                                         | 0                                         | 1                                         | 0                                         | 1                                         | 1                                         |
| 2. byte                                   | 0                                         | 0                                         | 0                                         | 0                                         | 0                                         | 1                                         | 1                                         | 0                                         |

V případě, kdy je k adresaci použit registr HL, je délka instrukce dva byty, první byte je prefix CB. Instrukce ke svému vykonání potřebuje 4 M-cykly a doba jejího vykonání trvá 15 T-cyklů.
| Kód instrukce při adresování indexovým registrem | Kód instrukce při adresování indexovým registrem | Kód instrukce při adresování indexovým registrem | Kód instrukce při adresování indexovým registrem | Kód instrukce při adresování indexovým registrem | Kód instrukce při adresování indexovým registrem | Kód instrukce při adresování indexovým registrem | Kód instrukce při adresování indexovým registrem | Kód instrukce při adresování indexovým registrem |
| ------------------------------------------------ | ------------------------------------------------ | ------------------------------------------------ | ------------------------------------------------ | ------------------------------------------------ | ------------------------------------------------ | ------------------------------------------------ | ------------------------------------------------ | ------------------------------------------------ |
|                                                  | 7                                                | 6                                                | 5                                                | 4                                                | 3                                                | 2                                                | 1                                                | 0                                                |
| 1. byte                                          | 1                                                | 1                                                | X                                                | 1                                                | 1                                                | 1                                                | 0                                                | 1                                                |
| 2. byte                                          | 1                                                | 1                                                | 0                                                | 0                                                | 1                                                | 0                                                | 1                                                | 1                                                |
| 3. byte                                          | offset                                           | offset                                           | offset                                           | offset                                           | offset                                           | offset                                           | offset                                           | offset                                           |
| 4. byte                                          | 0                                                | 0                                                | 0                                                | 0                                                | 0                                                | 1                                                | 1                                                | 0                                                |

Pokud je k adresaci použit indexový registr, je délka instrukce čtyři byty, první byte je prefix IX (X = 0) nebo prefix IY (X = 1) následovaný prefixem CB a offsetem. Posledním bytem je vlastní instrukce. Instrukce ke svému vykonání potřebuje 6 M-cyklů a doba jejího vykonání trvá 23 T-cyklů.

### Umístění instrukcí rlc v souboru instrukcí
| Rozmístění instrukcí rlc v instrukčním souboru procesoru Z80 Instrukce na šedém podkladu jsou nedokumentované instrukce | Rozmístění instrukcí rlc v instrukčním souboru procesoru Z80 Instrukce na šedém podkladu jsou nedokumentované instrukce | Rozmístění instrukcí rlc v instrukčním souboru procesoru Z80 Instrukce na šedém podkladu jsou nedokumentované instrukce | Rozmístění instrukcí rlc v instrukčním souboru procesoru Z80 Instrukce na šedém podkladu jsou nedokumentované instrukce | Rozmístění instrukcí rlc v instrukčním souboru procesoru Z80 Instrukce na šedém podkladu jsou nedokumentované instrukce | Rozmístění instrukcí rlc v instrukčním souboru procesoru Z80 Instrukce na šedém podkladu jsou nedokumentované instrukce | Rozmístění instrukcí rlc v instrukčním souboru procesoru Z80 Instrukce na šedém podkladu jsou nedokumentované instrukce | Rozmístění instrukcí rlc v instrukčním souboru procesoru Z80 Instrukce na šedém podkladu jsou nedokumentované instrukce | Rozmístění instrukcí rlc v instrukčním souboru procesoru Z80 Instrukce na šedém podkladu jsou nedokumentované instrukce | Rozmístění instrukcí rlc v instrukčním souboru procesoru Z80 Instrukce na šedém podkladu jsou nedokumentované instrukce | Rozmístění instrukcí rlc v instrukčním souboru procesoru Z80 Instrukce na šedém podkladu jsou nedokumentované instrukce | Rozmístění instrukcí rlc v instrukčním souboru procesoru Z80 Instrukce na šedém podkladu jsou nedokumentované instrukce | Rozmístění instrukcí rlc v instrukčním souboru procesoru Z80 Instrukce na šedém podkladu jsou nedokumentované instrukce | Rozmístění instrukcí rlc v instrukčním souboru procesoru Z80 Instrukce na šedém podkladu jsou nedokumentované instrukce | Rozmístění instrukcí rlc v instrukčním souboru procesoru Z80 Instrukce na šedém podkladu jsou nedokumentované instrukce | Rozmístění instrukcí rlc v instrukčním souboru procesoru Z80 Instrukce na šedém podkladu jsou nedokumentované instrukce | Rozmístění instrukcí rlc v instrukčním souboru procesoru Z80 Instrukce na šedém podkladu jsou nedokumentované instrukce |    |
| ## | .0 | .1 | .2 | .3 | .4 | .5 | .6 | .7 | .8 | .9 | .A | .B | .C | .D | .E | .F | .F |
| --- | --- | --- | --- | --- | --- | --- | --- | --- | --- | --- | --- | --- | --- | --- | --- | --- | -- |
| 0. | | | | | | | | rlca | | | | | | | | |    |
| Po prefixu CB | | | | | | | | | | | | | | | | |    |
| 0. | rlc b | rlc c | rlc d | rlc e | rlc h | rlc l | rlc (hl) | rlc a | | | | | | | | |    |
| Po prefixu IX a prefixu CB                                                                                              | | | | | | | | | | | | | | | | |    |
| 0. | rlc (ix±N),b | rlc (ix±N),c | rlc (ix±N),d | rlc (ix±N),e | rlc (ix±N),h | rlc (ix±N),l | rlc (ix±N) | rlc (ix±N),a | | | | | | | | |    |